# Nordiques du Maine
Les Nordiques du Maine, ou Maine Nordiques en anglais, sont une franchise professionnelle de hockey sur glace qui évoluait de 1973 à 1977 dans la North American Hockey League (NAHL). L'équipe jouait au Central Maine Youth Center à Lewiston, dans l'État du Maine aux États-Unis.

## Historique
Les Nordiques du Maine sont créés en 1973 et font partie de la nouvelle North American Hockey League (NAHL). Cette même année, ils deviennent le club-école des Nordiques de Québec, franchise de l'Association mondiale de hockey (AMH). Pour leur première saison, entraînés par un ancien joueur de Québec, Michel Harvey, les Nordiques terminent deuxième de la NAHL mais sont éliminés en première ronde des séries éliminatoires. La saison suivante débute difficilement et, après dix défaites en autant de parties jouées, Harvey démissionne. Son remplaçant, Jean-Charles Gravel, ne peut cependant inverser la tendance et les Nordiques finissent derniers de la ligue. Avec le nombre croissant d'équipes, la NAHL est partagée en deux divisions pour la saison 1975-76. Désormais dirigés par Bob Leduc, les Nordiques terminent derniers de la division Est mais profitent de la cessation d'activités des Cape Codders pour se qualifier pour les séries. Ils sont cependant sortis dès la première ronde par les Jaros de la Beauce trois victoires à une. Pour la saison 1976-77, Gravel reprend la tête des Nordiques qui finissent deuxième de la ligue. En séries, ils éliminent les Jets de Johnstown (3-0) puis les Dusters de Broome County (4-1) mais s'inclinent en finale face aux Blazers de Syracuse (0-4). Par la suite, avec la cessation d'activités de la NAHL, les Nordiques mettent un terme aux leurs.

## Saison après saison
| Saison  |    | Saison régulière | Saison régulière | Saison régulière | Saison régulière | Saison régulière | Saison régulière | Saison régulière | Saison régulière      | Saison régulière           |  | Séries éliminatoires |
| Saison  | PJ | V                | D                | N                | Pts              | BP               | BC               | Pun              | Classement            |                            |  | Séries éliminatoires |
| 1973-74 | 74 | 45               | 26               | 3                | 93               | 398              | 309              |                  | Deuxième              | Éliminés en première ronde |  |                      |
| 1974-75 | 74 | 27               | 46               | 1                | 55               | 266              | 394              | 893              | Huitième              | Non qualifiés              |  |                      |
| 1975-76 | 74 | 18               | 55               | 1                | 37               | 295              | 450              | 1 235            | 5e de la Division Est | Éliminés en première ronde |  |                      |
| 1976-77 | 74 | 40               | 29               | 5                | 85               | 311              | 284              | 875              | Deuxième              | Éliminés en finale         |  |                      |

## Personnalités de l'équipe

### Joueurs
112 joueurs ont porté les couleurs des Nordiques du Maine dont Paul Baxter et Richard Brodeur. Parmi eux, seuls Alan Globensky et Paul Larose ont été présents durant les quatre saisons d'existence des Nordiques. Larose est également le joueur qui a joué le plus de parties pour l'équipe du Maine (287). Il en est aussi le meilleur pointeur (427 points), buteur (179 buts) et passeur (248 aides).

### Entraîneurs
Au cours de leur histoire, les Nordiques du Maine ont eu trois entraîneurs-chef.
- Michel Harvey (1973-1974)[10]
- Jean-Charles Gravel (1974-1975)[11]
- Bob Leduc (1975-1976)[12]
- Jean-Charles Gravel (1976-1977)

### Directeurs-gérants
- Maurice Ducharme